# Is

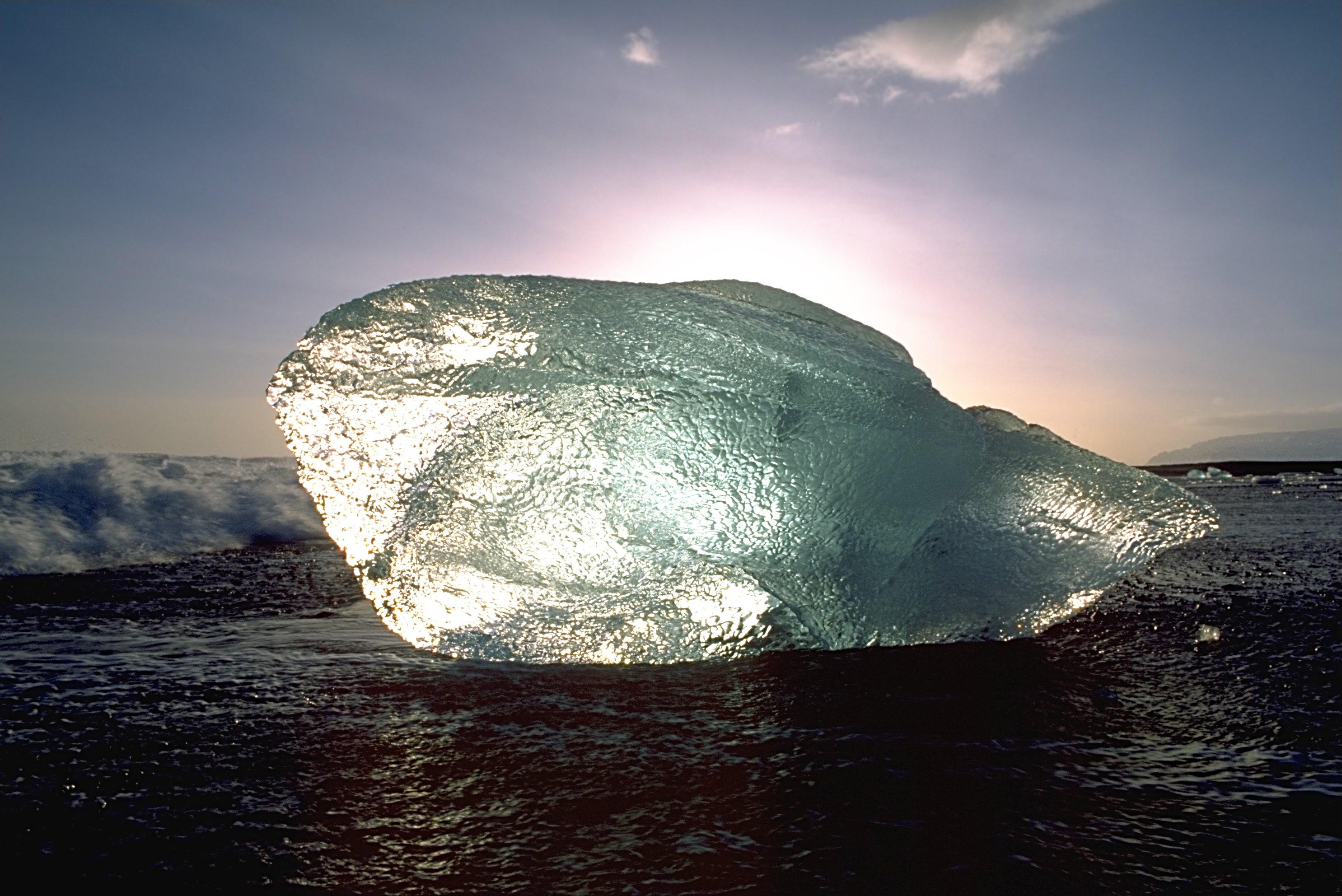
En bit is på stranden

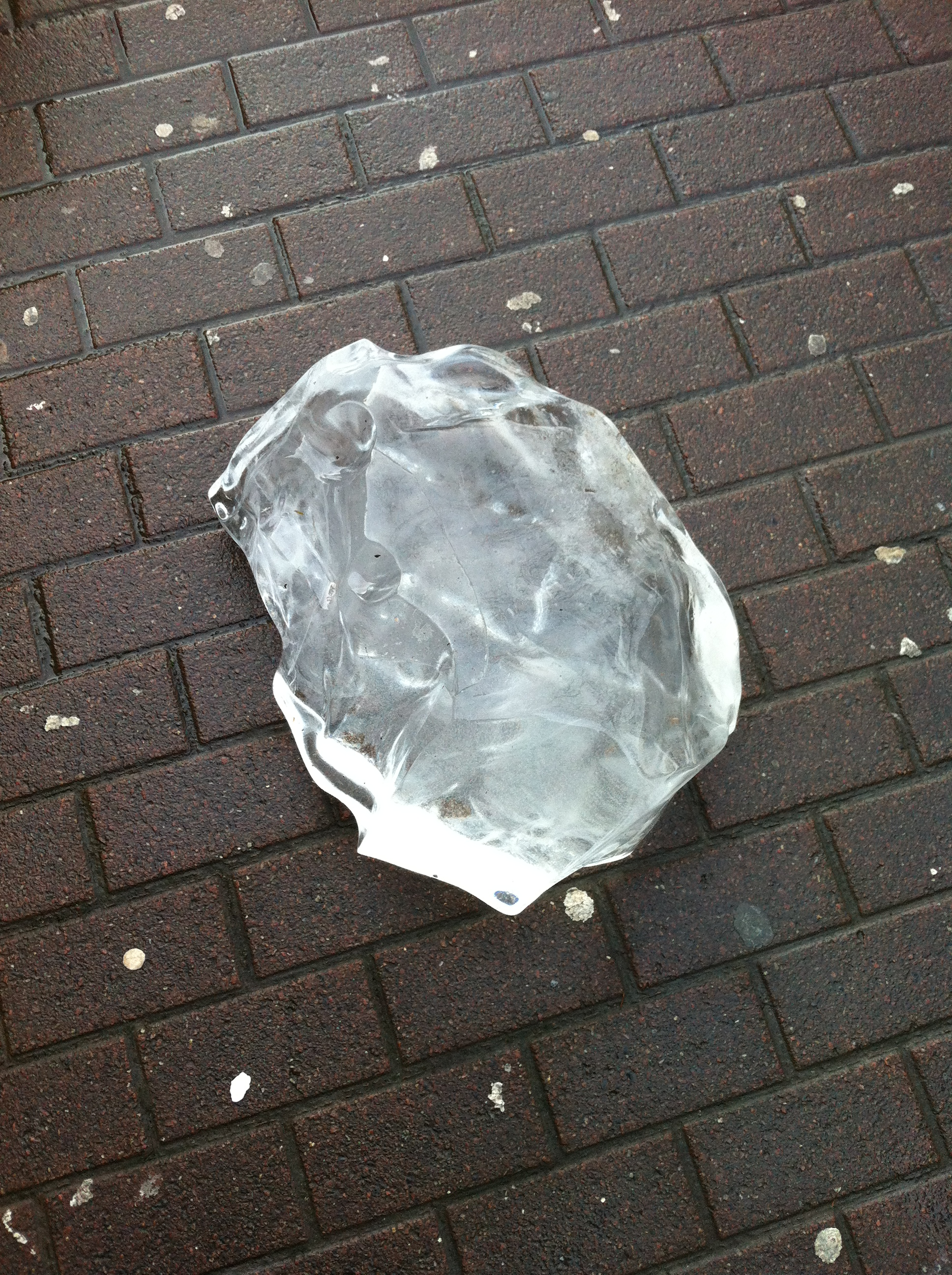
Ett isblock på Vasagatan i Göteborg, 2012

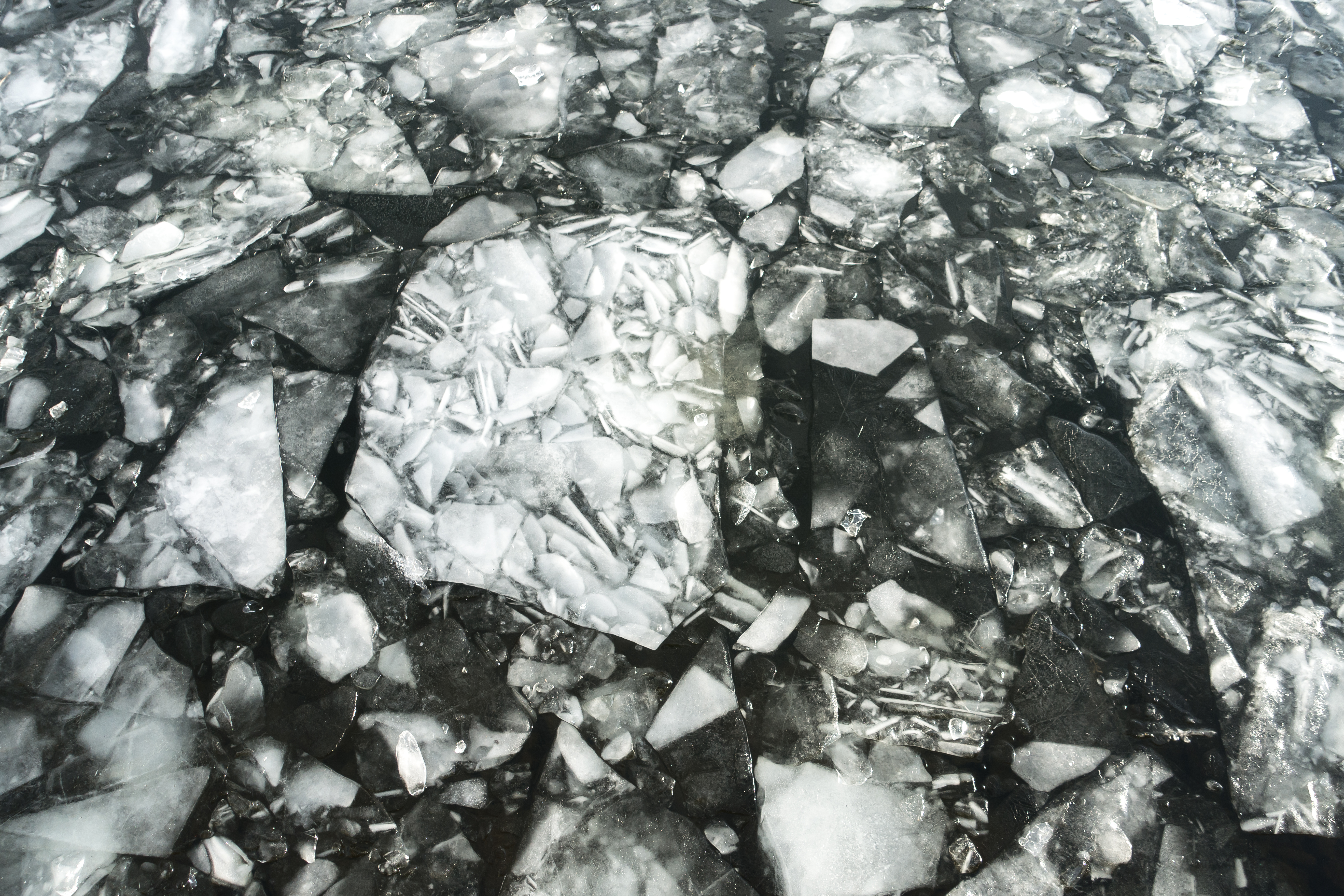
Isflak på Riddarfjärden i Stockholm i mars 2017. Det stora flaket i mitten består av mindre flak som tidigare brutits upp under en värmeperiod men frusit samman efter att temperaturen sjunkit igen.

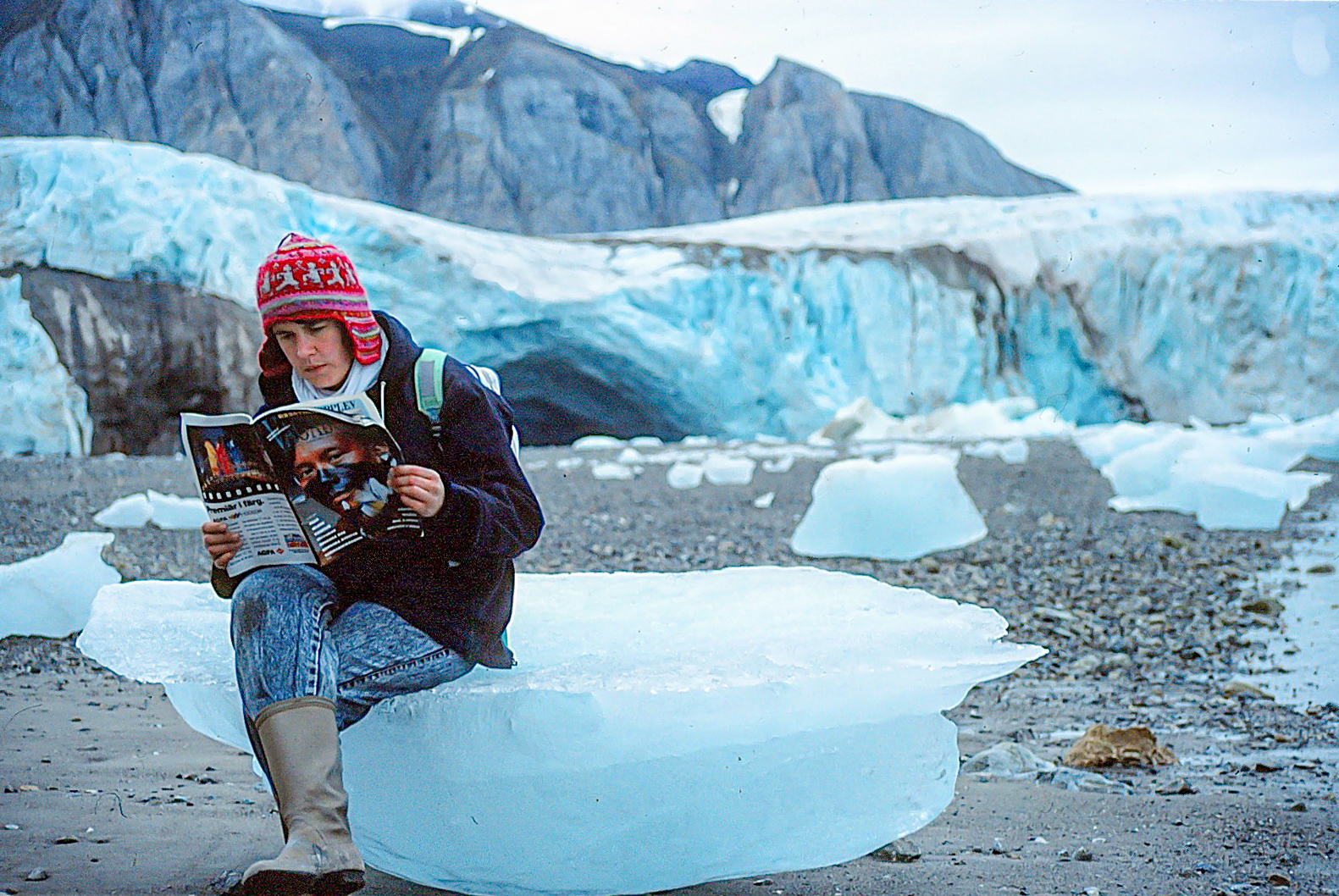
Läsande kvinna på ett isflak från glaciären i bakgrunden på Svalbard.

Is är vatten i sitt fasta aggregationstillstånd. Ordet is används i överförd betydelse om den fasta formen av ämnen som i rumstemperatur är gaser, då de ofta ser ut som vattenis. För att undvika missförstånd brukar man kalla fast koldioxid för torris. Vatten kan med metan bilda en isliknande förening kallad metanhydrat eller metanklatrat. Denna fasta fas är stabil  vid högt tryck och temperatur från 0°C och några grader högre. Metanhydrat förekommer på Jorden i permafrost och på stora havsdjup, samt i de kallare yttre delarna av solsystemet.

## Bildande
Vatten blir till is när temperaturen understiger 0 °C vid normalt atmosfärstryck. När vatten omvandlas till is frigörs värme, vilket gör att temperaturen i en blandning av is och vatten alltid kommer att vara 0 °C, till dess att den består av enbart vatten eller enbart is. Vatten har en högre densitet i flytande form än fryst, vilket är en mycket ovanlig fysikalisk egenskap. Det gör att is bildas endast på ytan av vattenmassor, något som har en fundamental påverkan på klimatet på jorden.

## Egenskaper
Is nära fryspunkten har en hexagonal struktur och vattenmolekylerna är tetraedriskt bundna med vätebindningar. Detta gör att snöflingor får ett hexagonalt mönster. Ett stycke av is där strukturen är obruten kallas för iskristall. Strängare kyla får isen att övergå till kubiska, och sedan till en ortorombiska kristaller.
Isens struktur gör att dess densitet är cirka 917 kg/m³, förutsatt att isen inte är förorenad. Det kan jämföras med cirka 1 000 kg/m³ för flytande vatten. På grund av vätebindningarna i vatten är smältpunkten för is mycket hög. Hade det inte funnits några vätebindningar för vatten skulle smältpunkten legat omkring −100 °C.
Is har en värmekapacitet på 2,1 kJ/kg°C medan flytande vatten har 4,2 kJ/kg°C. Den flytande formen behöver alltså dubbelt så mycket energi för att bli en grad varmare. Vid själva fasövergången krävs det 334 kJ för att få 1 kg 0-gradig is att smälta till 0-gradigt vatten.

### Frostsprängning
Vatten som fryser till is upptar större volym än vattnet i smält form. Får inte isen plats kan frostsprängning ske, vilket innebär att isen spränger hål på sin behållare. Exempelvis kan detta medföra att vattenledningar som fryser sprängs sönder. Till en början kanske det inte märks att frostsprängning har ägt rum, men kan orsaka stort läckage när isen senare smälter.
I naturen kallas fenomenet för vittring när vatten i fickor i berg spränger sönder berget så att grus och sand bildas.

## Förekomst
Is förekommer i en mängd olika former på jorden. I atmosfären kan man se is som iskristaller eller snöflingor och på sjöar, bäckar, floder eller hav som tjäle och is. Dock förekommer över 99 % av allt fruset vatten i glaciärerna.
I solsystemet finns is rikligt och förekommer naturligt från så nära solen som Merkurius till så långt borta som Oort-moln. Bortom solsystemet förekommer det som interstellär is. Det finns rikligt på jordens yta, särskilt i de polära regionerna och ovanför snölinjen, och, som en vanlig form av nederbörd spelar den en nyckelroll i jordens vattencykel och klimat. Det faller som snöflingor och hagel eller förekommer som frost, istappar eller ispikar.

## Naturlig bildning

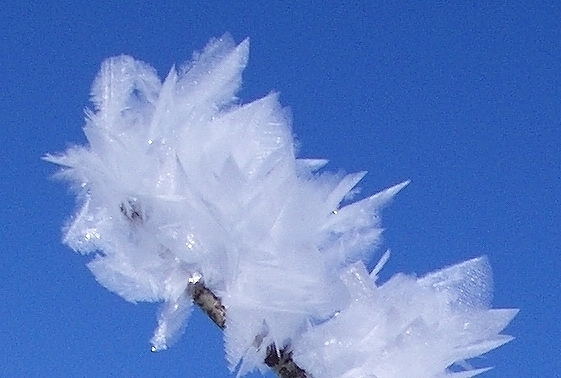
Fjäderis på en gren i Alta i Norge.

Kryosfären är det samlingsnamn som beskriver alla delar av jordens yta där vatten är i frusen form. Is är en viktig komponent i det globala klimatet, särskilt när det gäller vattencykeln. Glaciärer och permanenta snötäcken är en viktig lagringsmekanism för färskt vatten; över tid kan de sublimera eller smälta. Snösmältning är en viktig källa till säsongens färskt vatten. Meteorologiska världsorganisationen definierar flera typer av is beroende på ursprung, storlek, form, inflytande och så vidare. Clathrate-hydrater är former av is som innehåller gasmolekyler fångade i dess kristallgitter.

### På hav
Is som finns till sjöss kan vara i form av drivis som flyter i vattnet, fastis fixerad till en strandlinje eller förankringsis om den är fäst vid havsbotten. Is som bryts av från en ishylla eller glaciär kan bli ett isberg. Havsis kan tvingas samman av strömmar och vindar för att bilda isvallar upp till 12 meter höga. Navigering genom områden med havsis sker i öppningar som kallas "polynia" eller "leder" eller kräver användning av speciella isbrytande fartyg.

### På land och strukturer

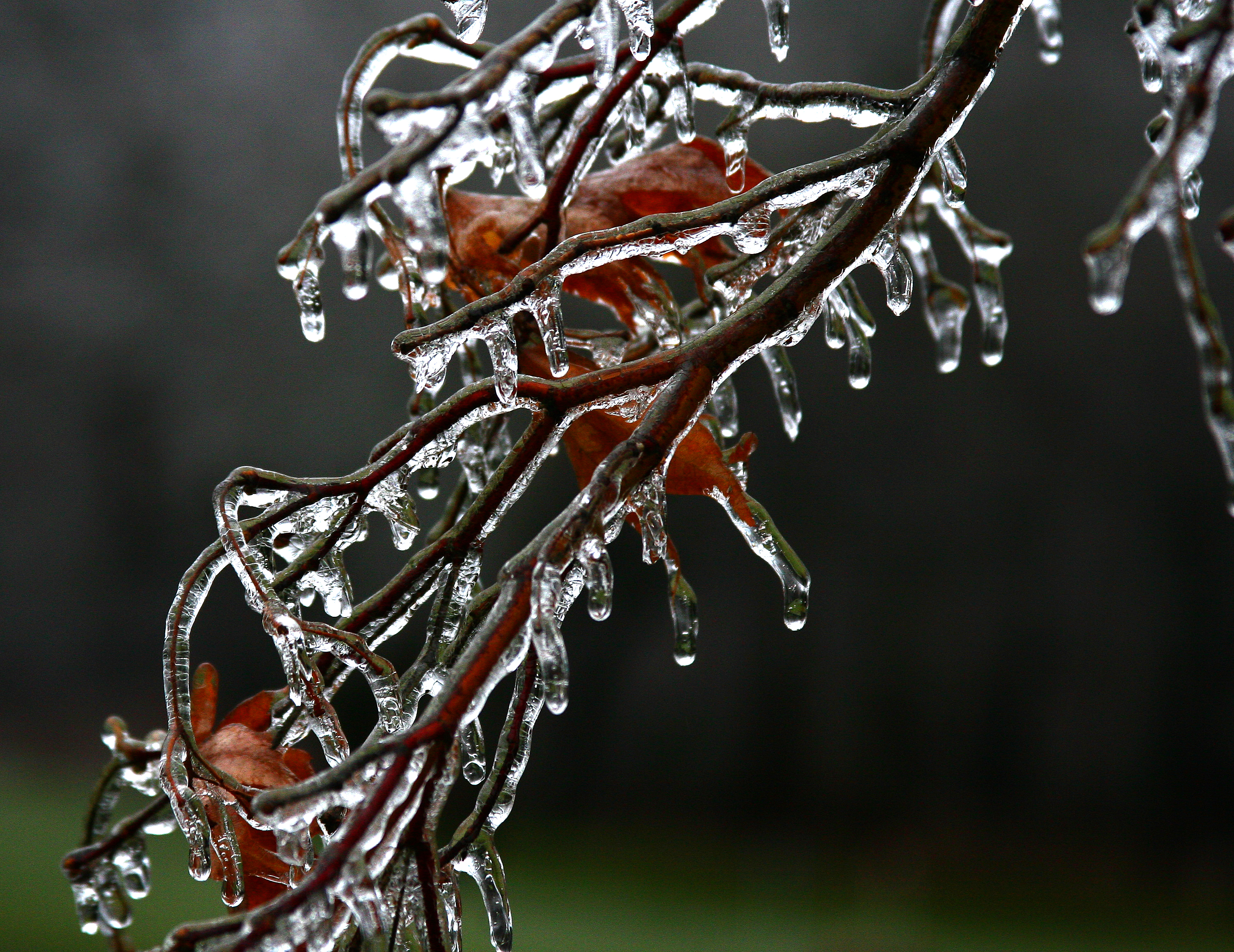
Is på en gren efter frysande regn.

Is på land sträcker sig från den största typen som kallas inlandsis till mindre iskappar och isfält till glaciärer och isströmmar till snölinjen och snöfält.
Aufeis är skiktad is som bildas i arktiska och subarktiska strömdalar. Is som fryst i bäcken blockerar normalt flöde till grundvattnet och får den lokala vattennivån att stiga, vilket resulterar i att vattnet strömmar ovanpå det frysta lagret. Även detta vatten kommer att frysa, vilket får vattennivån att stiga ytterligare och upprepa cykeln. Resultatet är en stratifierad isavlagring, ofta flera meter tjock.
Frysande regn är en typ av vinterstorm som kallas isstorm där regn faller och sedan fryser och formar en glasyr av is. Is kan också bilda istappar, liknande stalaktiter i utseende, eller stalagmitliknande former från droppande vatten som fryser.

### I floder

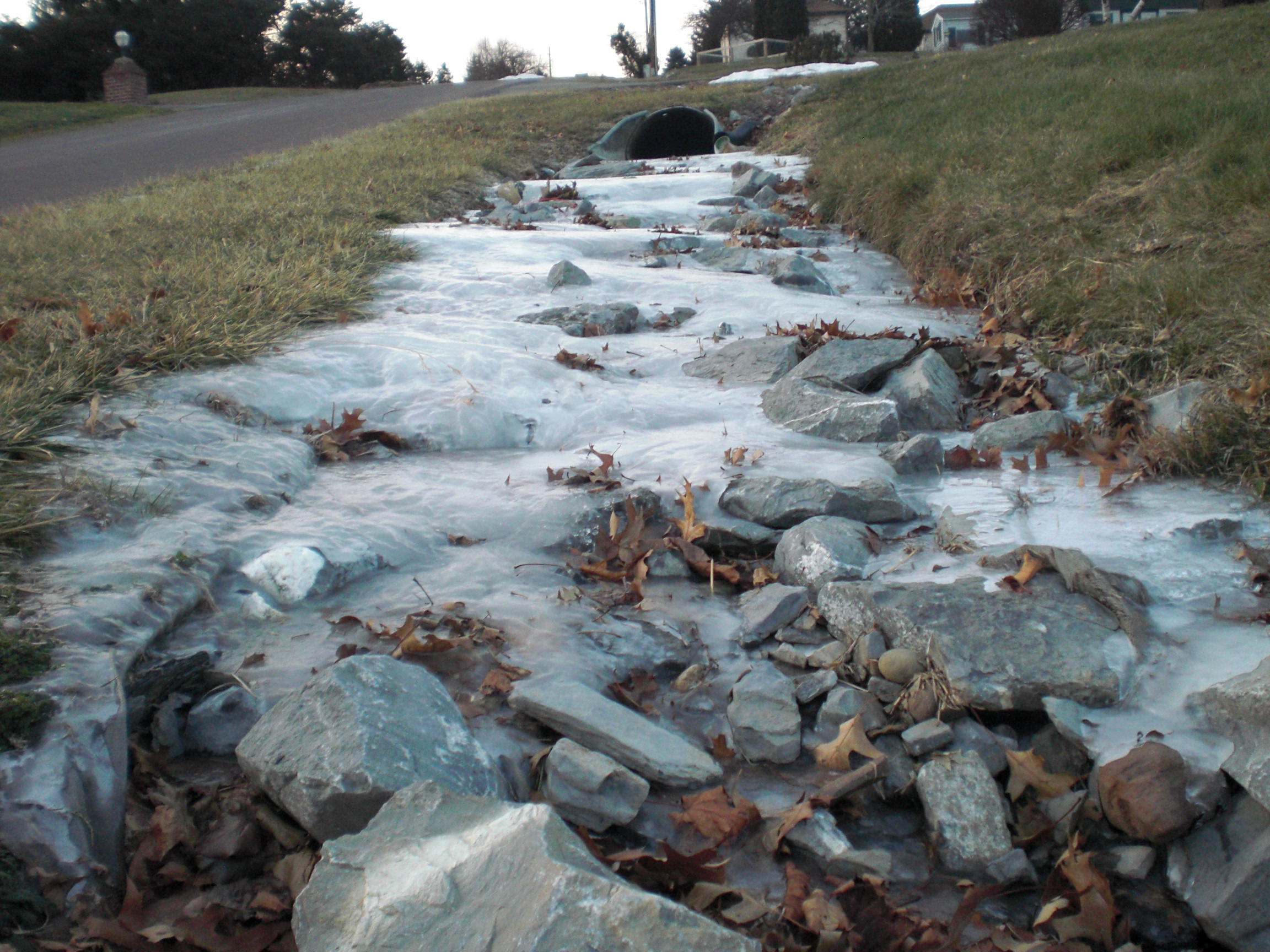
En frusen flod

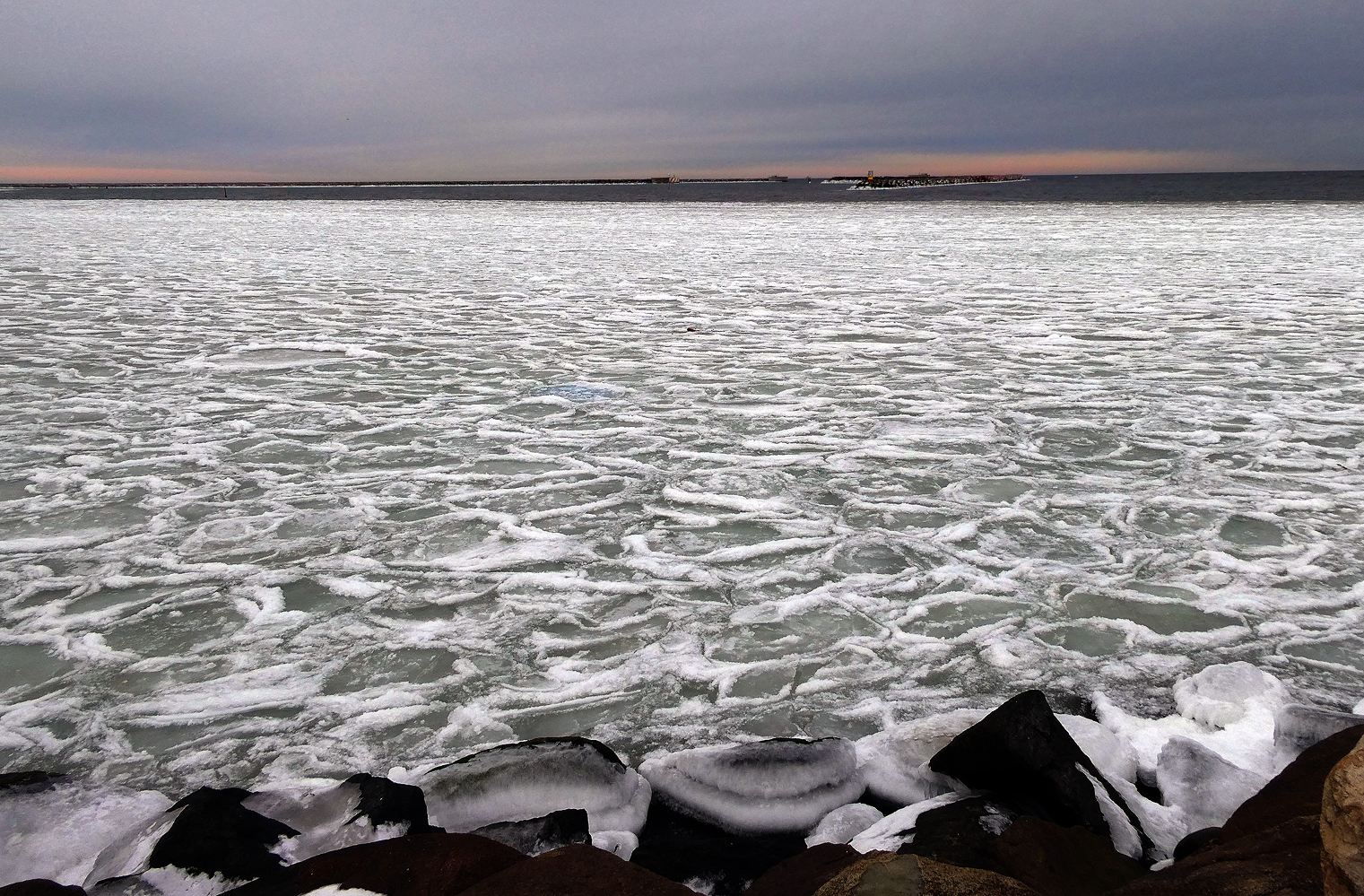
Is vid inloppet till Ystads hamn 15 feb 2021

Is som bildas på rörligt vatten tenderar att vara mindre enhetlig och stabil än is som bildas på lugnt vatten. Isstopp är den största isfaran vid trasiga isbitar i floderna. Isstopp kan orsaka översvämningar, skada strukturer i eller i närheten av floden och skada fartyg i floden. Isstopp kan leda till att vissa vattenkraftsindustriella anläggningar stängs helt av. En isstopp är en blockering från en glaciärs rörelse som kan ge en proglacial sjö. Tunga isflöden i floder kan också skada fartyg och kräva användning av en isbrytare för att hålla navigering möjlig.
Isskivor är cirkulära isformationer omgiven av vatten i en flod.
Pannkaksis är en isbildning som generellt skapas i områden med mindre lugna förhållanden.

### På sjöar
Is bildas på lugnt vatten från stränderna, ett tunt lager sprider sig över ytan och sedan nedåt. Is på sjöar är vanligtvis fyra typer: Primär, sekundär, överlagrad och agglomerat. Primäris bildas först. Sekundäris bildas under den primära isen i en riktning parallell med värmeflödesriktningen. Överlagrad is bildas ovanpå isytan från regn eller vatten som sipprar upp genom sprickor i isen som ofta slår sig ner när det belastas med snö. 
Shelfis uppstår när flytande isstycken drivs av vinden som hopar sig på den vindriktade stranden.
Ljusis är en form av rutten is som utvecklas i kolumner vinkelrätt mot ytan av en sjö.

### I luften

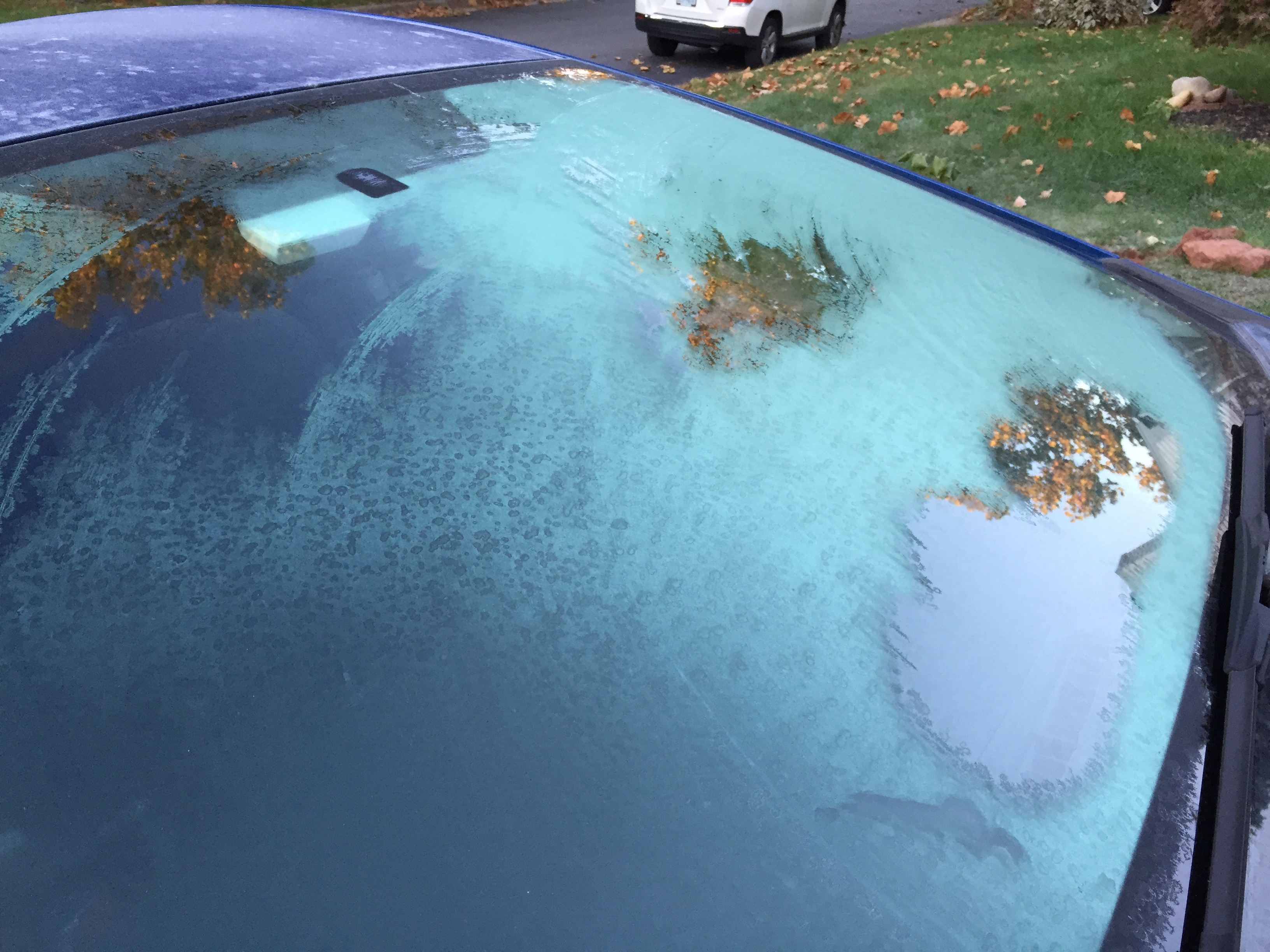
Frost på en bilruta.

#### Rimfrost
Rimfrost är en typ av is som bildas på kalla föremål när vattendroppar kristalliserar på dem. Detta kan observeras i dimmigt väder, när temperaturen sjunker under natten. Mjuk rimfrost innehåller en hög andel fångad luft, vilket gör att den verkar vit snarare än genomskinlig och ger en densitet ungefär en fjärdedel av ren is. Hård rimfrost är relativt tät.

#### Ispellets

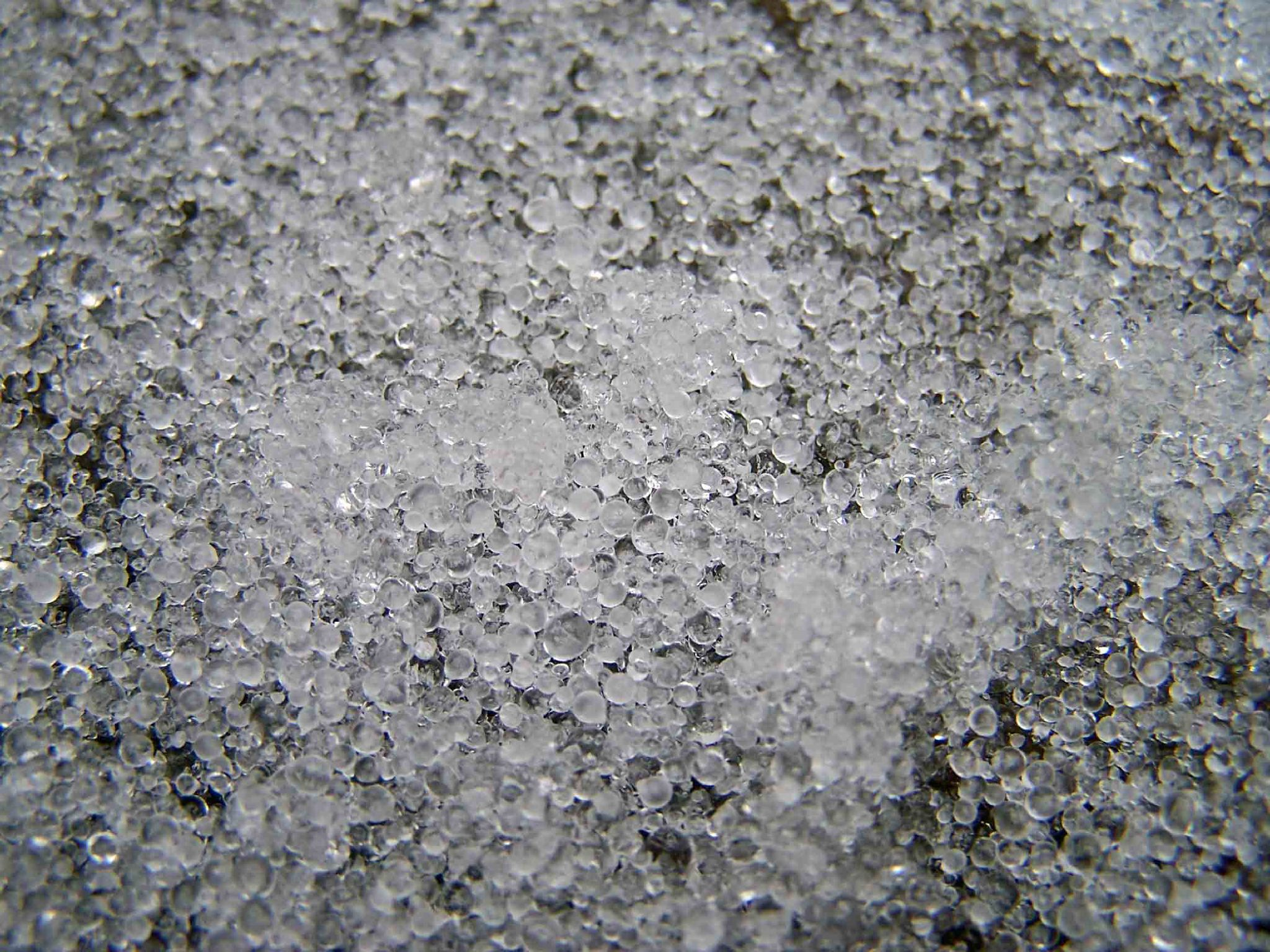
Ispellets

Ispellets är en form av nederbörd som består av små, genomskinliga isbollar. Denna form av nederbörd kallas också "sleet" av USA:s National Weather Service. (på brittisk engelska avser "sleet" en blandning av regn och snö.) Ispellets är vanligtvis mindre än hagelstenar. De studsar ofta när de träffar marken och fryser i allmänhet inte till en fast massa om de inte blandas med frysande regn. METAR-koden för ispellets är PL.
Det bildas ispellets när ett lager med frysluft är beläget mellan 1 500 och 3 000 meter över marken, med undfrysande luft både ovanför och under den. Detta orsakar partiell eller fullständig smältning av snöflingor som faller genom det varma skiktet. När de faller tillbaka i det frysande lagret närmare ytan fryser de till ispellets. Men om frysskiktet under det varma skiktet är för litet kommer nederbörden inte att ha tid att frysa igen, och frysregn kommer att bli resultatet vid ytan. En temperaturprofil som visar ett varmt lager ovanför marken finns troligtvis före en varm front under den kalla säsongen, men kan ibland hittas bakom en kall front.

#### Hagel

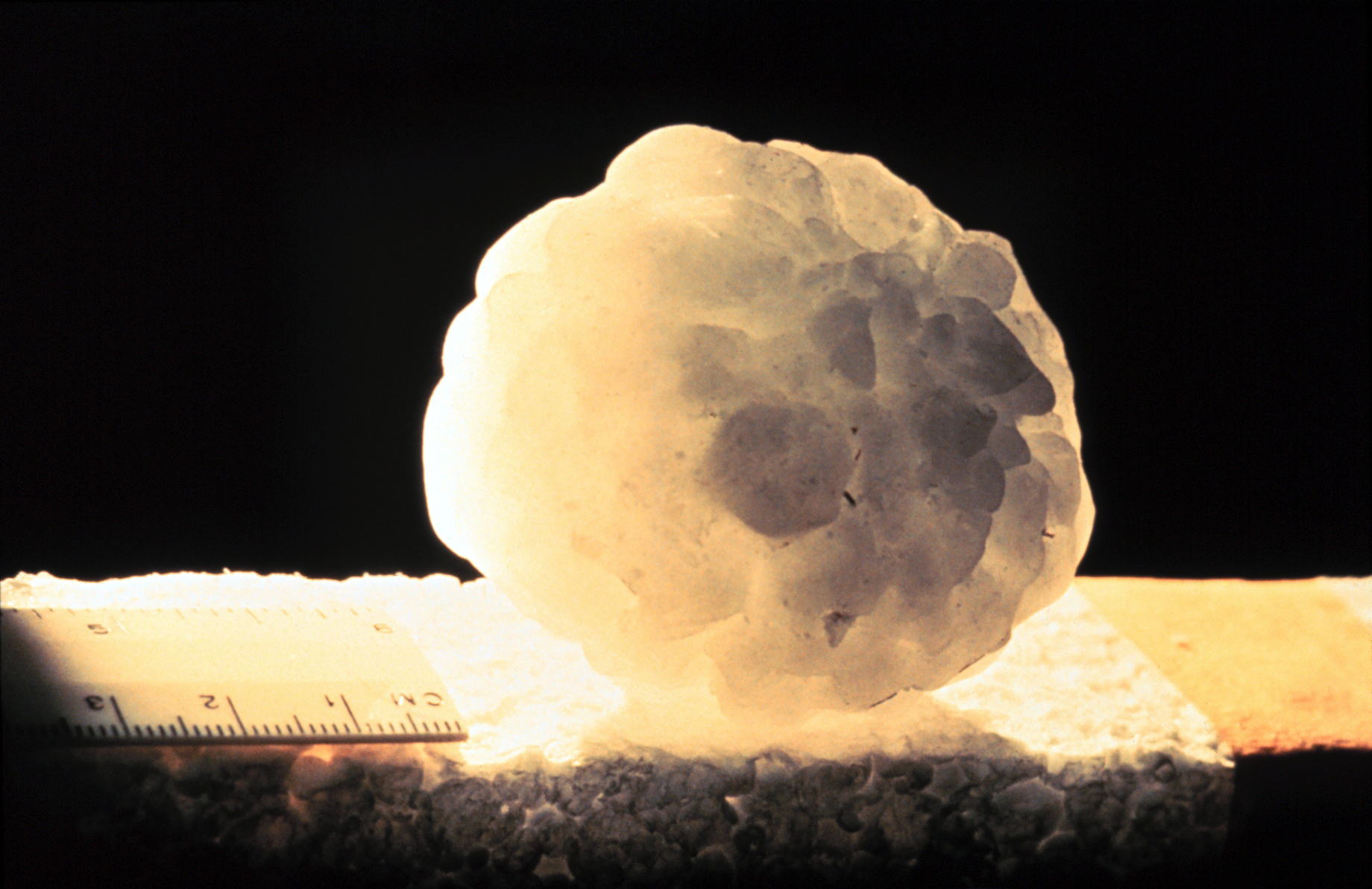
En stor hagelsten, ungefär 6 cm i diameter

Liksom annan nederbörd bildas hagel i stormmoln när underkylda vattendroppar fryser vid kontakt med kondensationskärnor, som damm eller smuts. Stormens uppdatering blåser haglarna till den övre delen av molnet. Uppdateringen försvinner och haglarna faller ner, tillbaka till uppdateringen och lyfts upp igen. Hagel har en diameter på 5 millimeter eller mer.
Inom METAR-kod används GR för att indikera större hagel, med en diameter på minst 6,4 millimeter och GS för mindre. Stenar större än golfbollar är en av de mest rapporterade hagelstorlekarna.  Hagelstenar kan bli upp till 15 centimeter och väga mer än 0,5 kg.  Vid större hagel kan latent värme som frigörs genom ytterligare frysning smälta det yttre skalet på hagelstenen. Hagelstenen kan då genomgå "våt tillväxt", där det flytande yttre skalet samlar andra mindre hagelstenar. Hagelstenen får ett islager och blir allt större med varje stigning. När en hagelsten blir för tung för att stöds av stormens uppdatering, faller den från molnet.
Hagel bildas i starkt åskväder, särskilt de med intensiva uppdateringar, hög flytande vattenhalt, stor vertikal utsträckning, stora vattendroppar, och där en bra del av molnskiktet är under frysning med 0 °C.
Hagelproducerande moln kan ofta identifieras av deras gröna färg. Tillväxthastigheten maximeras vid ungefär -13 °C och blir försvinnande liten långt under -30 °C när underkylda vattendroppar blir sällsynta. Av detta skäl är hagel vanligast inom kontinentala interiörer på mellanlängderna, eftersom hagelbildningen är betydligt mer trolig när frysningsnivån är under höjden 3 400 m. Inhämtning av torr luft i starka åskväder över kontinenter kan öka hyllfrekvensen genom att främja avdunstningskylning som sänker frysningsnivån för åskväder moln ger hagel en större volym att växa i. Följaktligen är hagel faktiskt mindre vanligt i tropikerna trots en mycket högre frekvensen av åskväder än på mellanlängdgraderna eftersom atmosfären över tropikerna tenderar att vara varmare över ett mycket större djup. Hagel i tropikerna förekommer huvudsakligen vid högre höjder.

#### Snö

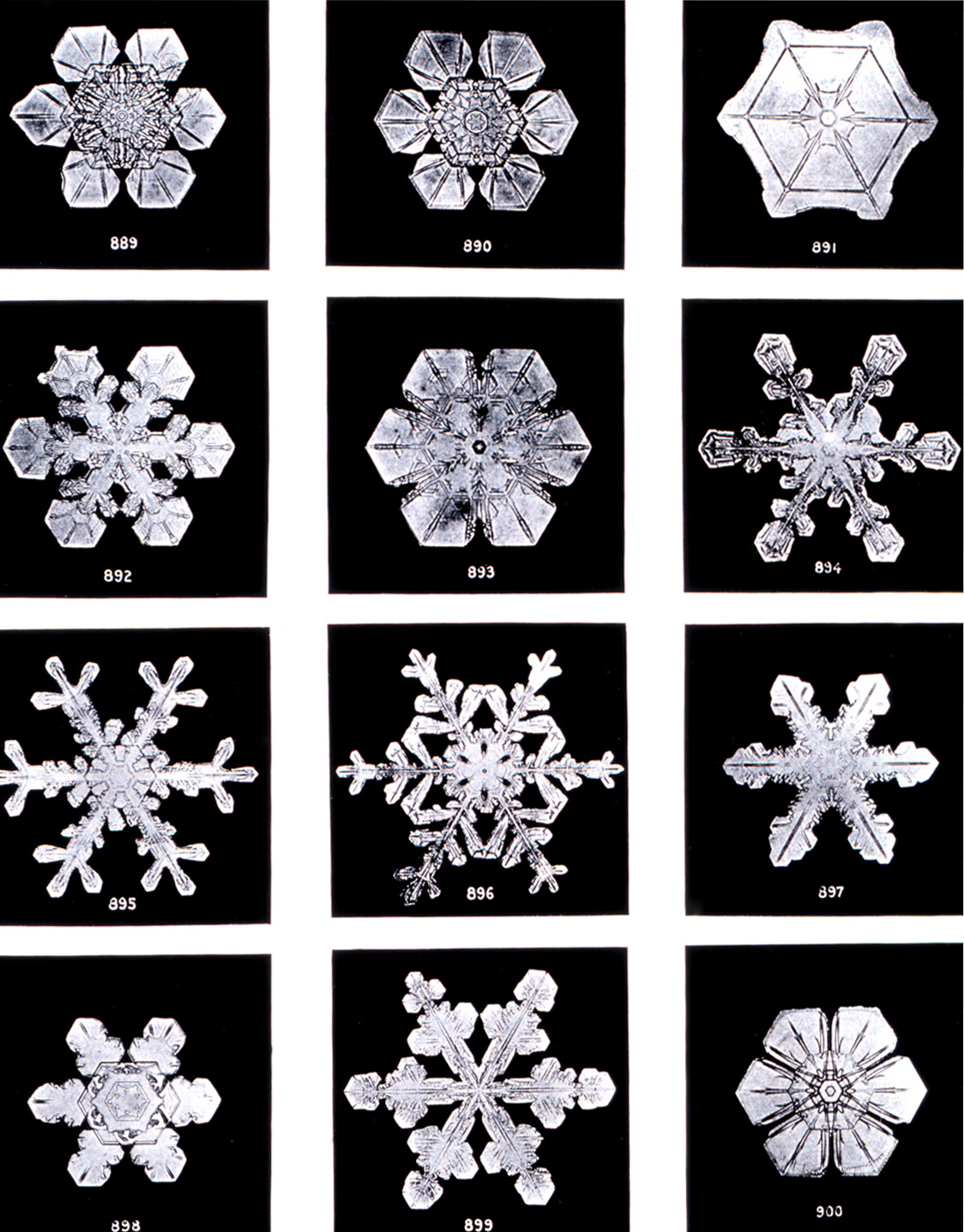
Snöflingor

Snökristaller bildas när små underkylda molndroppar (cirka 10 mikrometer i diameter) fryser. Dessa droppar kan förbli flytande vid temperaturer lägre än −18 °C. För att frysa, behöver ett par molekyler i droppen samlas av en slump och bilda ett arrangemang som liknar det i en is gitter; då fryser droppen runt denna kärna. Experiment visar att denna homogena kärnbildning av molndroppar endast sker vid temperaturer lägre än –35 °C. I varmare moln måste en aerosolpartikel eller "iskärna" finnas i (eller i kontakt med) droppen för att fungera som en kärna. Förståelsen för vilka partiklar som gör effektiva iskärnor är dålig - vad man vet är att de är mycket sällsynta jämfört med de molnkondensationskärnor som vätskedroppar bildas på. Leror, ökendamm och biologiska partiklar kan vara effektiva, även om i vilken utsträckning är oklart. Konstgjorda kärnor används i molnsådd.

#### Diamantstoft
Så kallad "diamantstoft", även känt som isnålar eller iskristaller, bildas vid temperaturer som närmar sig −40 °C på grund av luft med något högre fukt från hög blandning med kallare, ytbaserad luft. METAR-identifieraren för diamantstoft inom internationella väderrapporter per timme är IC.

## Friktion

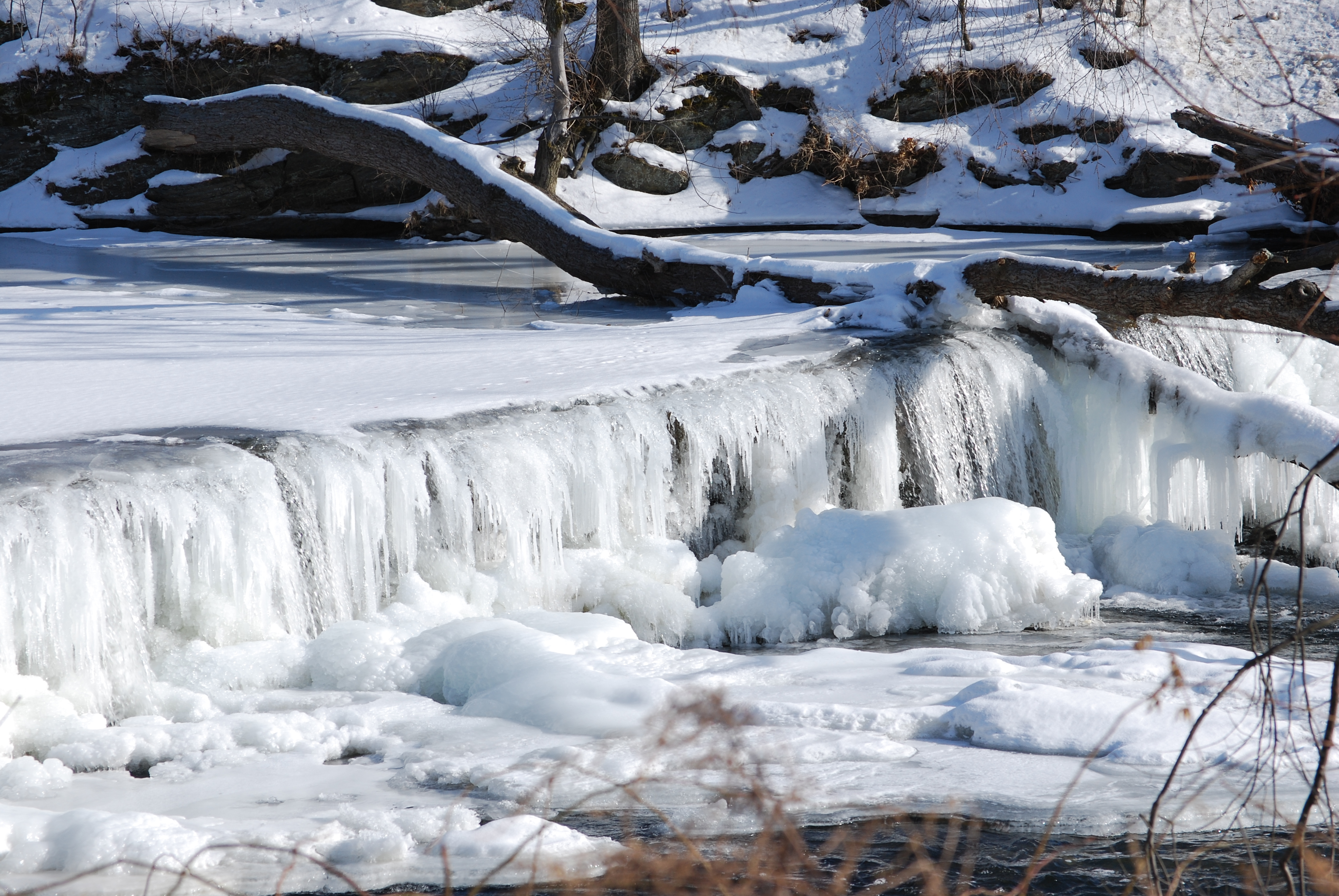
Fruset vattenfall i New York.

Den låga friktionskoefficienten av is orsakas delvis av att trycket från ett föremål som kommer i kontakt med isen smälter av ett tunt lager av isen och tillåter objektet att glida över ytan. Till exempel skulle bladet på en skridsko, vid utövande av tryck på isen, smälta ett tunt lager, vilket ger smörjning mellan isen och bladet. Denna förklaring, kallad "trycksmältning", har sitt ursprung på 1800-talet. Den tog dock inte hänsyn till skridskoåkning på istemperaturer lägre än −4 °C (25 °F; 269 K) som ofta åks på. 
En andra teori som beskriver friktionskoefficienten för is antydde att ismolekyler vid gränssnittet inte korrekt kan binda till molekylerna i underliggande ismassa (och därmed är fria att röra sig som molekyler med flytande vatten). Dessa molekyler förblir i ett semi-flytande tillstånd, vilket ger smörjning oavsett tryck mot isen som utövas av något objekt. Men betydelsen av denna hypotes bestrids av experiment som visar en hög friktionskoefficient för is med atomkraftsmikroskopi.
En tredje teori är "friktionsuppvärmning", vilket antyder att friktionen mellan föremål och is är orsaken till att islagret i gränsytan smälter. Men denna teori förklarar inte tillräckligt varför isen är hal för stillastående föremål även vid temperaturer under noll.
En omfattande teori om isfriktion tar hänsyn till alla ovannämnda friktionsmekanismer. Denna modell möjliggör kvantitativ uppskattning av friktionskoefficienten för is mot olika material som funktion av temperatur och glidhastighet. Under typiska förhållanden relaterade till vintersport och däck på ett fordon på is, är smältning av ett tunt islager på grund av friktionsuppvärmningen det främsta skälet till halka. Mekanismen som styr isens friktionsegenskaper är fortfarande ett aktivt område för vetenskaplig studie.

## Roll i mänskliga aktiviteter
Människor har använt is för att kyla och bevara livsmedel i århundraden och förlitar sig på att använda naturlig is i olika former och sedan övergå till maskinell produktion av materialet. Is är också en utmaning för transporter i olika former och är bra för vintersport.

### Kylning
Is har länge använts som kylmedel. År 400 f.Kr. behärskade persiska ingenjörer i Iran redan tekniken för att lagra is mitt i sommaren i öknen. Isen fördes in under vintrarna från berg i närheten i stora mängder och lagrades i specialdesignade, naturligt kylda kylskåp, kallad yakhchal (vilket betyder islagring). Detta var ett stort underjordiskt utrymme (upp till 5 000 m3) som hade tjocka väggar (minst två meter vid basen) gjord av ett speciellt murbruk, kallat sarooj, som bestod av sand, lera, äggvita, kalk, gethår och ask i specifika proportioner, och var känt för att vara resistent mot värmeöverföring. Denna blandning ansågs vara helt ogenomtränglig vatten. Utrymmet hade ofta tillgång till en qanat, och innehöll ofta ett system med vindkraftverk som lätt kunde få temperaturer inuti rymden ner till kyliga nivåer på sommardagarna. Isen användes för att kyla godbitar för kungligheter.

### Skörd
Det fanns blomstrande industrier från 16 till 1700-talets England, varigenom lågliggande områden längs Thames Estuary översvämmades under vintern, och is skördades i vagnar och lagrades säsongsbetonat i isolerade trähus som en försörjning till ett ishus som ofta ligger i stora länder hus och används ofta för att hålla fisken färsk när den fångas i avlägsna vatten. Detta kopierades av en engelsman som hade sett samma aktivitet i Kina. Is importerades till England från Norge i en betydande skala redan 1823.
I USA skickades den första islasten från New York City till Charleston, South Carolina, 1799, och under första hälften av 1800-talet hade isskörden blivit stora affärer. Frederic Tudor, som blev känd som "Iskungen", arbetade med att utveckla bättre isoleringsprodukter för den långväga transporten av is, särskilt till tropikerna; detta blev känt som ishandeln.
Trieste skickade is till Egypten, Korfu och Zante; Schweiz skickade det till Frankrike; och Tyskland levererades ibland från bayerska sjöar. Den ungerska parlamentsbyggnaden använde is som skördades på vintern från Balatonsjön för luftkonditionering.
Ishus användes för att lagra is som bildades på vintern, för att göra is tillgänglig året runt, och tidiga kylskåp var kända som ishytter, eftersom de hade ett isblock i sig. I många städer var det inte ovanligt att ha en regelbunden isleveransservice under sommaren. Tillkomsten av konstgjord kylteknik har sedan gjort leverans av is föråldrad.
Is skördas fortfarande för is- och snöskulpturhändelser. Till exempel används en svingsåg för att få is till Harbin International Ice and Snow Sculpture Festival varje år från den frusna ytan av Songhuafloden.

#### Mekanisk produktion

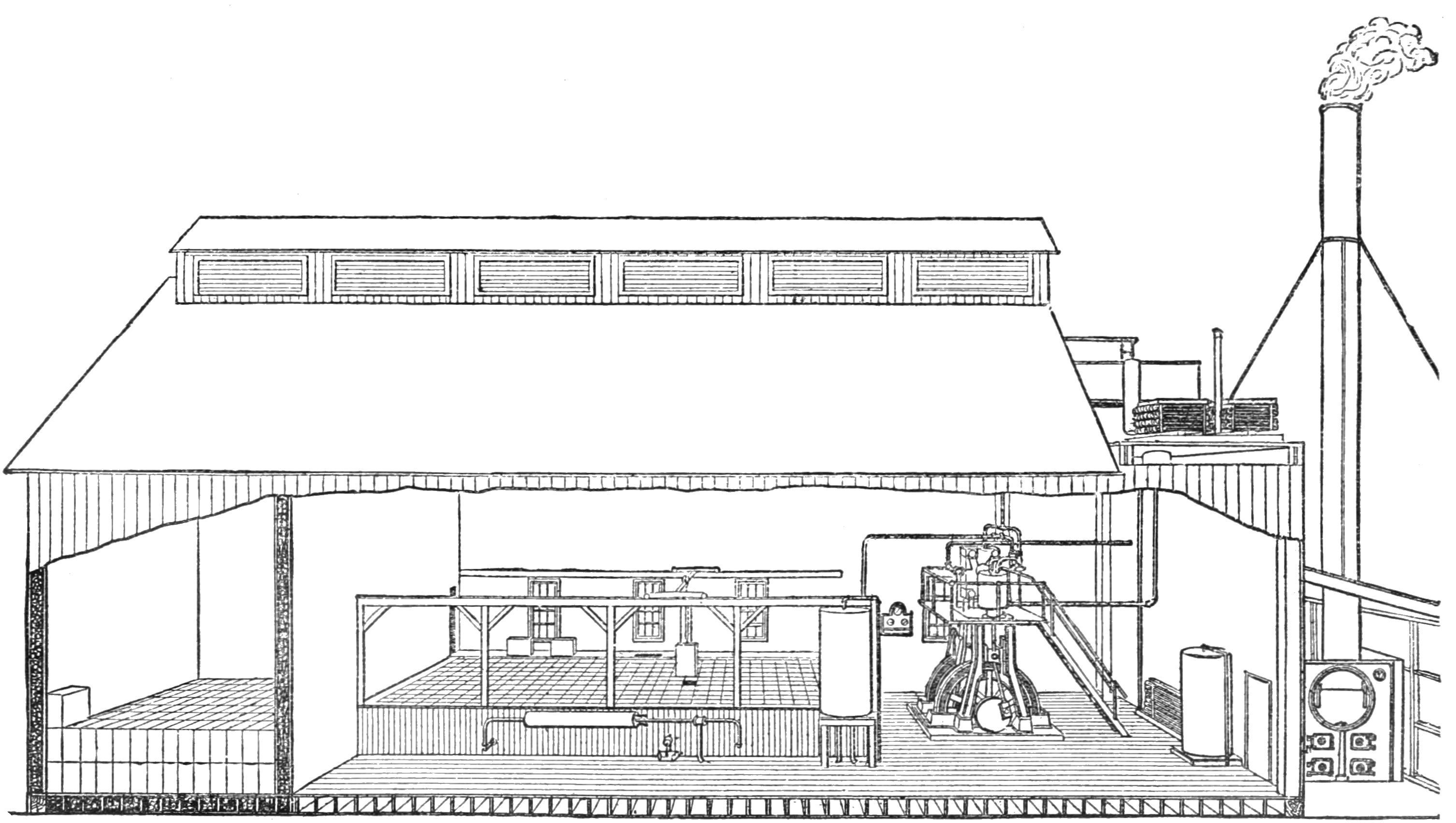
Layouten på en isfabrik från 1900-talet.

Is produceras nu i industriell skala, för användning inklusive lagring och bearbetning av livsmedel, kemisk tillverkning, betongblandning och härdning, och konsument- eller förpackad is. De flesta kommersiella ismakare tillverkar tre grundläggande typer av fragmenterad is: flingor, rörformade och plattor med olika tekniker. Stora isproducenter kan producera upp till 75 ton is per dag. År 2002 fanns det 426 kommersiella isframställningsföretag i USA, med ett samlat värde på transporter på 595 487 000 dollar.  Hemkylskåp kan också skapa is med en inbyggd ismaskin, som vanligtvis gör isbitar eller krossad is. Fristående ismakareenheter som skapar isbitar kallas ofta ismaskiner.

### Transport
Is kan ge utmaningar för säker transport till lands, till havs och i luften.

#### På vägar

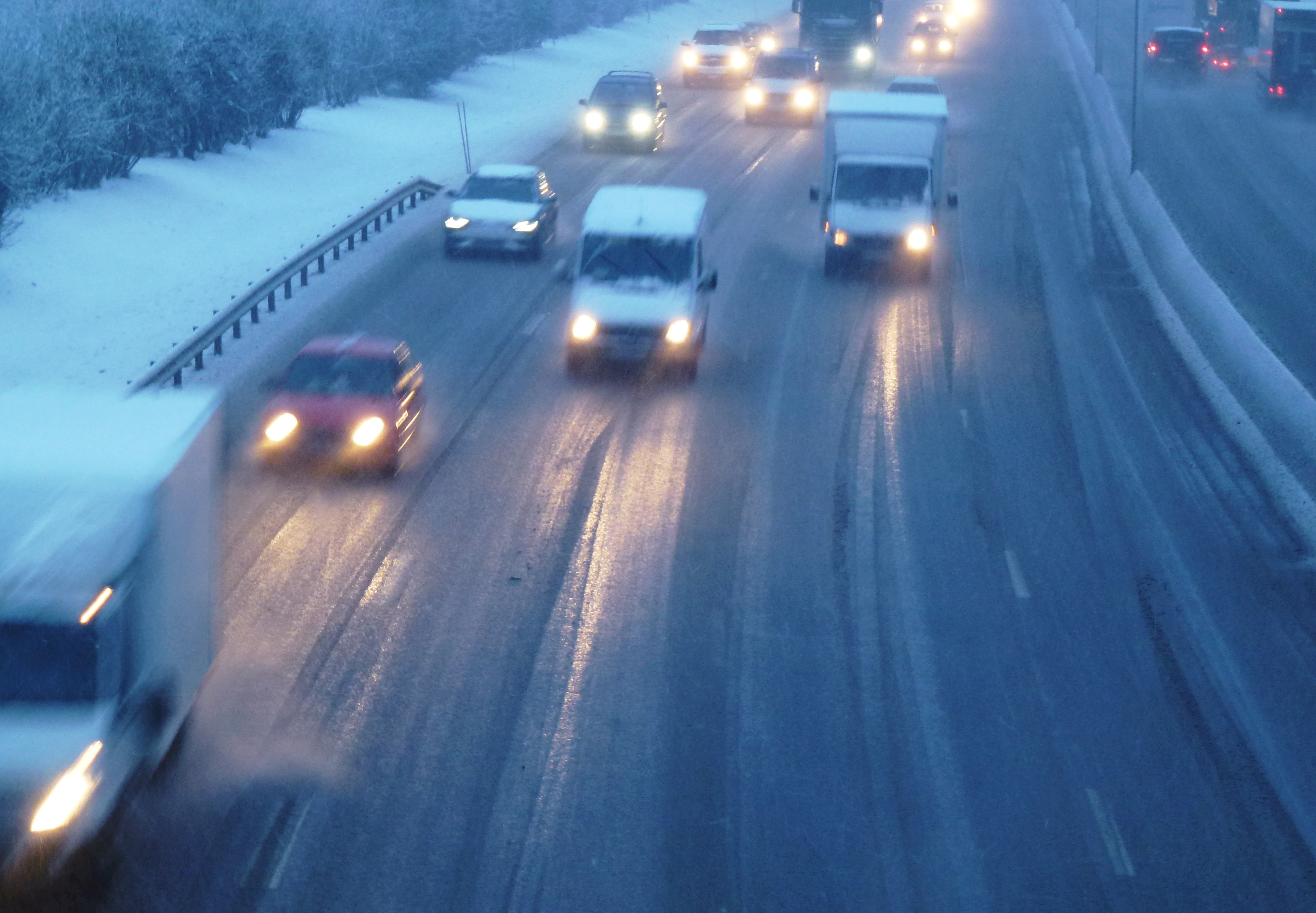
Bilar som kör på Södertäljevägen i januari 2013.

Isbildning på vägar är en fara vintertid. Blixthalka är mycket svår att upptäcka, eftersom den saknar den förväntade frostiga ytan. Vid minusgrader fryser regn och snö och kan bilda is på fordonsfönster. För säker körning måste sådan is tas bort vilket kan göras med isskrapa, vilket kan ta en viss tid och vara mödosamt.
Vid temperaturer långt under fryspunkten kan ett tunt lager av iskristaller bildas på insidan av fönstren genom att utandningsluft från förare och passagerare fryser på de kalla fönsterytorna. Detta händer vanligtvis när ett fordon lämnats efter en stunds körning, men kan även ske under körning, om utetemperaturen är tillräckligt låg. Bilar är därför utrustade med värmesystem som värmer rutor med luft eller värmeslingor. Fenomenet kan även uppstå i bostäder, och är en anledning till att fönster i kallare regioner behöver vara av flerglastyp för att ha tillräcklig isolerande förmåga.
När utomhustemperaturen förblir under frysning under längre perioder kan mycket tjocka islager bildas på sjöar och andra vattendrag, även om platser med strömmande vatten kräver mycket kallare temperaturer. Isen kan bli tillräckligt tjock för att köra på med bilar och lastbilar. Att göra detta säkert kräver en tjocklek på minst 30 cm.

#### På vatten

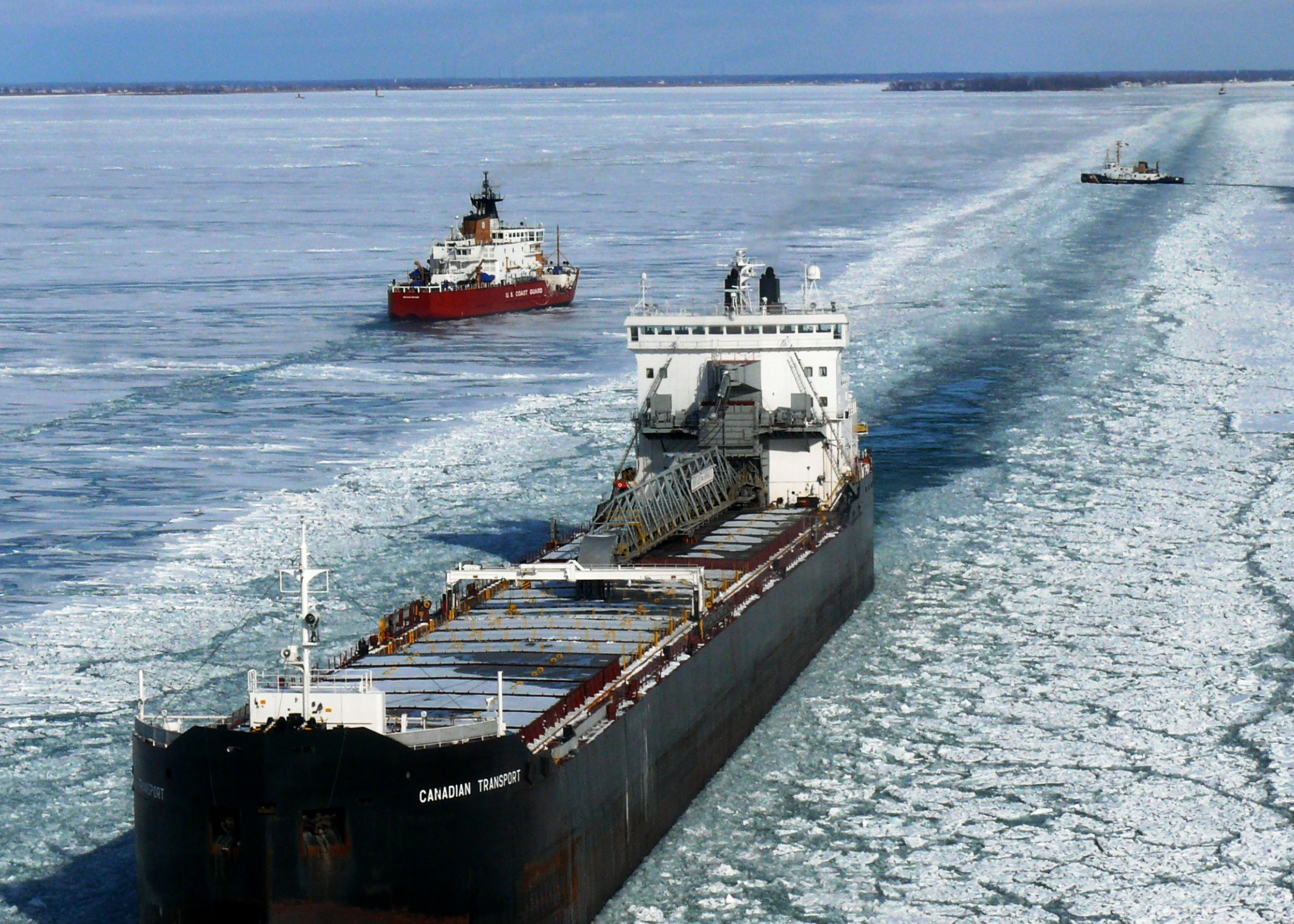
En kanal som åker igenom isen på en sjö. I bakgrunden syns isbrytare.

För fartyg har is två distinkta faror. Frysande regn kan ge en isuppbyggnad på överbyggnaden på ett fartyg som är tillräckligt för att göra det instabilt och att kräva att det hackas eller smälts med ångslangar. Och isberg - stora massor av is som flyter i vatten (skapas vanligtvis när glaciärer når havet) - kan vara farliga om de träffas av ett fartyg när de är på väg. Isberg har varit anledningen till att många fartyg sjönk, varav den mest berömda var RMS Titanic. För hamnar nära polerna är det att vara isfritt en viktig fördel. Helst hela året. Exempel är Murmansk (Ryssland), Petsamo (Ryssland, tidigare Finland) och Vardø (Norge). Hamnar som inte är isfria öppnas med isbrytare.

#### I luften

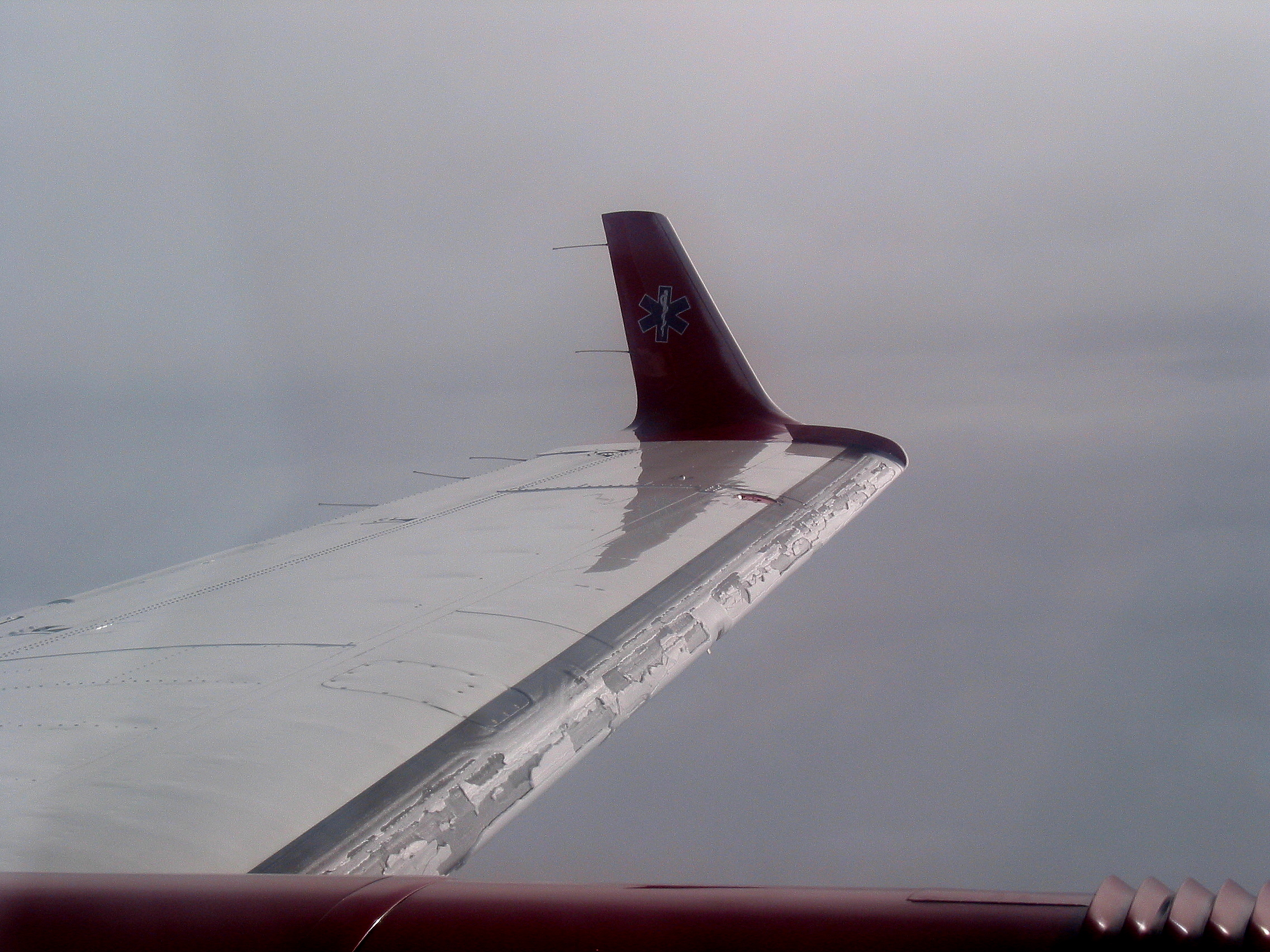
Is på en flygplansvinge.

För flygplan kan is orsaka ett antal faror. När ett flygplan åker upp passerar det genom luftlager med olika temperatur och luftfuktighet, vilket kan bidra till isbildning. Om det bildas is på vingarna kan detta påverka flygplanets flygegenskaper negativt. Under den första nonstop-flygningen över Atlanten mötte de brittiska flygarna kapten John Alcock och löjtnant Arthur Whitten Brown sådana isförhållanden - Brown lämnade cockpiten och klättrade flera gånger ut på vingen för att ta bort is som täckte motorns luftintag i det Vickers Vimy-flygplan de flög.
Ett problem flygplan med kolvmotorer har med isbildning är isbildning i förgasaren. När luften sugs genom förgasaren in i motorn sänks det lokala lufttrycket vilket orsakar adiabatisk kylning. Under fuktiga väderförhållanden nära fryspunkten blir förgasaren således kallare och tenderar att isa upp. Det blockerar tillförseln av luft till motorn och orsakar att den stannar. Av detta skäl är flygplan med förgasare försedda med förgasarluftintagsvärmare. Den ökande användningen av bränsleinsprutning - vilket inte kräver förgasare - har gjort att isbildning i förgasare är ett mindre problem för kolvmotorer.
Jetmotorer har inte problem med isbildning i förgasare, men nya uppgifter tyder på att jetmotorer kan bromsas, stoppas eller skadas av intern isbildning i vissa typer av atmosfäriska förhållanden lättare än tidigare trott. I de flesta fall kan motorerna snabbt startas om och flygningen inte hotas. Forskning pågår för att undersöka vilka förhållanden som orsakar denna typ av isbildning och vilka metoder som kan användas för att förhindra eller vända isbildning under flygning.

### Rekreation och sport
Is spelar också en central roll i vinterrekreation och i många sporter som skridskoåkning, långfärdsskridskoåkning, ishockey, bandy, isfiske, isvaksbad, isklättring, curling, kvastboll och slädelägg på bobsläde, rodel och skeleton. Många av de olika sporter som spelas på is får internationell uppmärksamhet vart fjärde år under de olympiska vintern.
En slags segelbåt på blad ger upphov till isyacht. En annan idrott är isracing, där förarna måste ta fart på sjöens is, samtidigt som de kontrollerar sin fordons slid (liknande på vissa sätt som smutsbana). Sporten har till och med modifierats för ishallar.

### Andra användningar

#### Som termisk ballast
- Is används för att kyla och bevara mat i islådor.
- Isbitar eller krossad is kan användas för att kyla drycker. När isen smälter absorberar den värme och håller drinken nära 0 ° C.
- Is kan användas som en del av ett luftkonditioneringssystem, med batteri- eller solkraftsfläktar för att blåsa varm luft över isen. Detta är särskilt användbart under värmevågor när strömmen är ute och vanliga luftkonditioneringsapparater (elektriskt drivna) inte fungerar.
- Is kan användas (som andra kalla förpackningar) för att minska svullnad (genom att minska blodflödet) och smärta genom att trycka det mot ett område i kroppen.[34]

#### Som strukturellt material

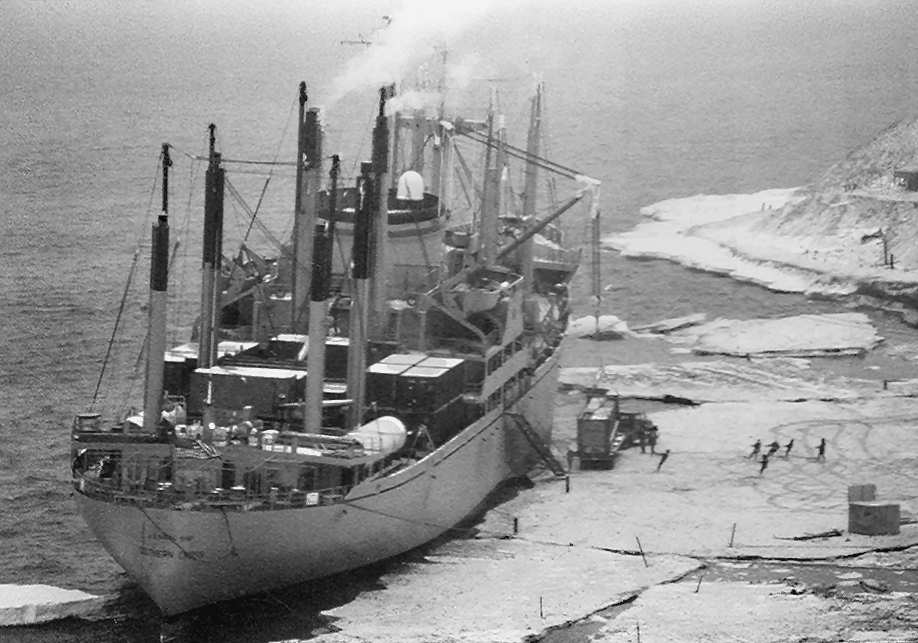
En ispir på McMurdo Station i Antarktis

- Ingenjörer använde den stora styrkan på packisen när de konstruerade Antarktis första flytande ispir 1973. [35] Sådana isbryggor används under lastoperationer för att ladda och lossa fartyg. Fleetoperationspersonal gör den flytande piren under vintern. De bygger på naturligt förekommande fryst havsvatten i McMurdosundet tills bryggan når ett djup på cirka 6,7 meter. Ispirar har en livslängd på tre till fem år.
- Strukturer och isskulpturer är byggda av stora isbitar eller genom att spruta vatten.[36] Strukturerna är mestadels prydnadsföremål (som i fallet med isslott) och är inte praktiska för långvarig bebyggelse. Ishotell finns på säsongsbasis i några kalla områden. Igloos är ett annat exempel på en tillfällig struktur, främst gjord av snö.
- I kalla klimat förbereds vägar regelbundet på islagda sjöar och skärgårdsområden. Tillfälligt har till och med en järnväg byggts på is. [36]
- Under andra världskriget var Project Habbakuk ett allierat program som undersökte användningen av pykrete (träfibrer blandad med is) som ett möjligt material för krigsfartyg, särskilt flygplan, på grund av att ett fartyg som är immun mot torpedon och ett stort däck, kan konstrueras av is. En liten prototyp byggdes,[37] men behovet av ett sådant fartyg i kriget avlägsnades innan det byggdes i full skala.
- Is har använts som material för olika musikinstrument, till exempel av slagverkaren Terje Isungset.[38]

## Ablation
Ablation av is avser både smältning och upplösning.
I färsk omgivning beskrivs smältning som en fasövergång från fast substans till vätska.
Att smälta is betyder att bryta vätebindningarna mellan vattenmolekylerna. Ordningen av 
molekylerna i det fasta ämnet bryts ned till ett mindre ordnat tillstånd och det fasta ämnet smälter för att bli en vätska. Detta uppnås genom att öka isens inre energi bortom smältpunkten. När is smälter absorberar den så mycket energi som krävs för att värma en motsvarande mängd vatten med 80 ° C. Under smältningen förblir isytans temperatur konstant vid 0 ° C. Smältprocessens hastighet beror på effektiviteten i energiutbytesprocessen. En isyta i sötvatten smälter enbart genom fri konvektion med en hastighet som beror linjärt på vattentemperaturen, T∞, när T∞ är mindre än 3,98 °C, och superlinjärt när T∞ är lika med eller högre än 3,98 °C, varvid hastigheten är proportionell mot (T3 - 3,98 °C)α, och α = {\displaystyle 4/3} som för T∞ är mycket större än 8 °C, och α = för mellan temperaturerna T∞.
Under salta omgivningsförhållanden orsakar upplösning snarare än smältning ofta isbildning. Till exempel är temperaturen i Arktiska havet i allmänhet under smältpunkten för avblåsning av havsis. Fasövergången från fast till vätska uppnås genom att blanda salt och vattenmolekyler, liknande upplösningen av socker i vatten, även om vattentemperaturen är långt under sockerens smältpunkt. Därför är upplösningen hastighetsbegränsad av salttransport medan smältning kan ske i mycket högre hastigheter som är karakteristiska för värmetransport.

## Is av andra material
De fasta faserna i flera andra flyktiga ämnen kallas också is; vanligtvis klassificeras en flyktig som en is om dess smältpunkt ligger över eller omkring 100 K. Det mest kända exemplet är torris, den fasta formen av koldioxid.
En "magnetisk analog" av is förverkligas också i vissa isolerande magnetiska material där de magnetiska ögonblicken imiterar positionen för protoner i vattenis och följer energiska begränsningar som liknar Bernal-Fowler-isreglerna till följd av den geometriska frustrationen för protonkonfigurationen i vatten is. Dessa material kallas spinis.

## Typer

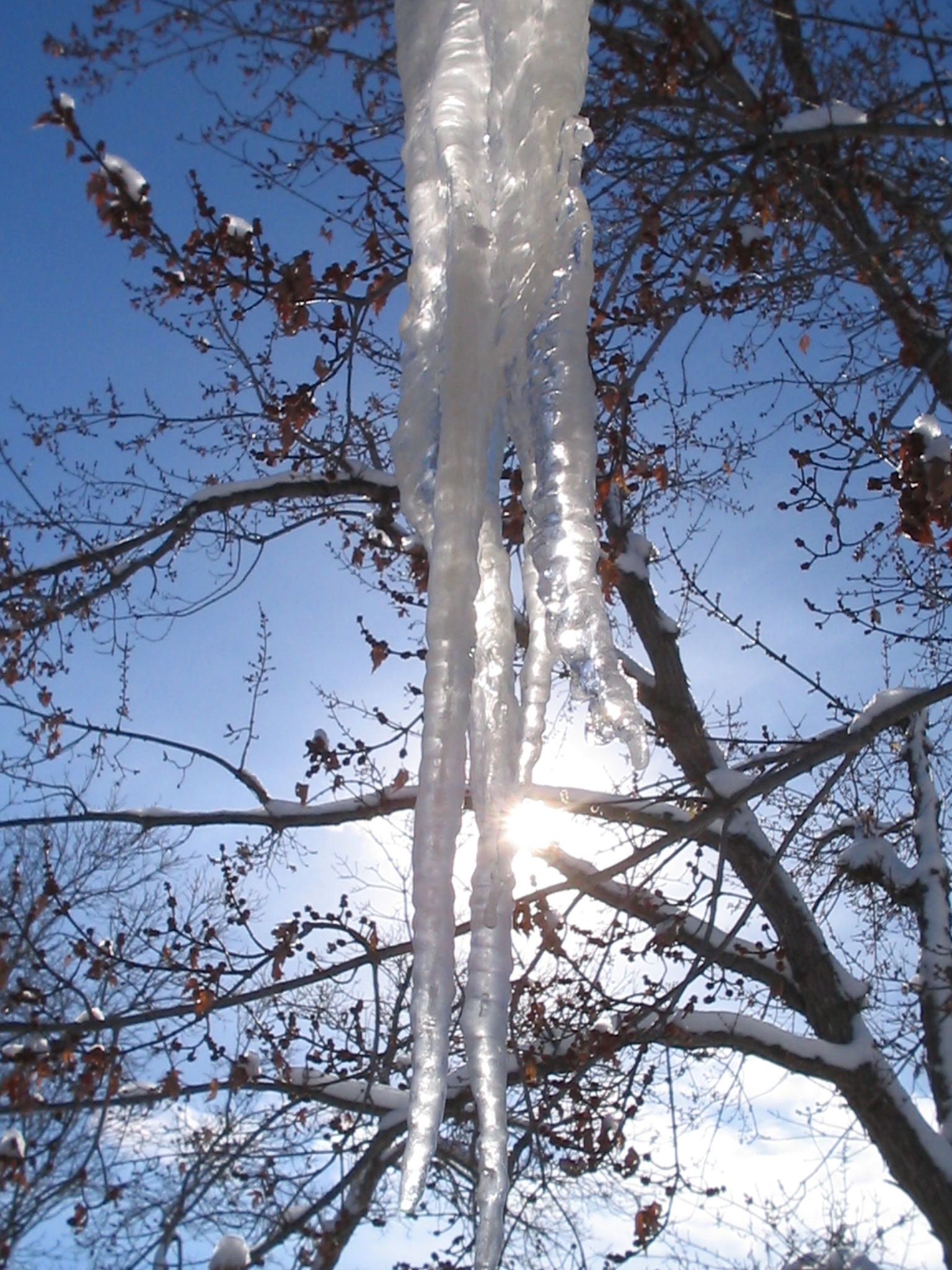
Istapp från ett träd.

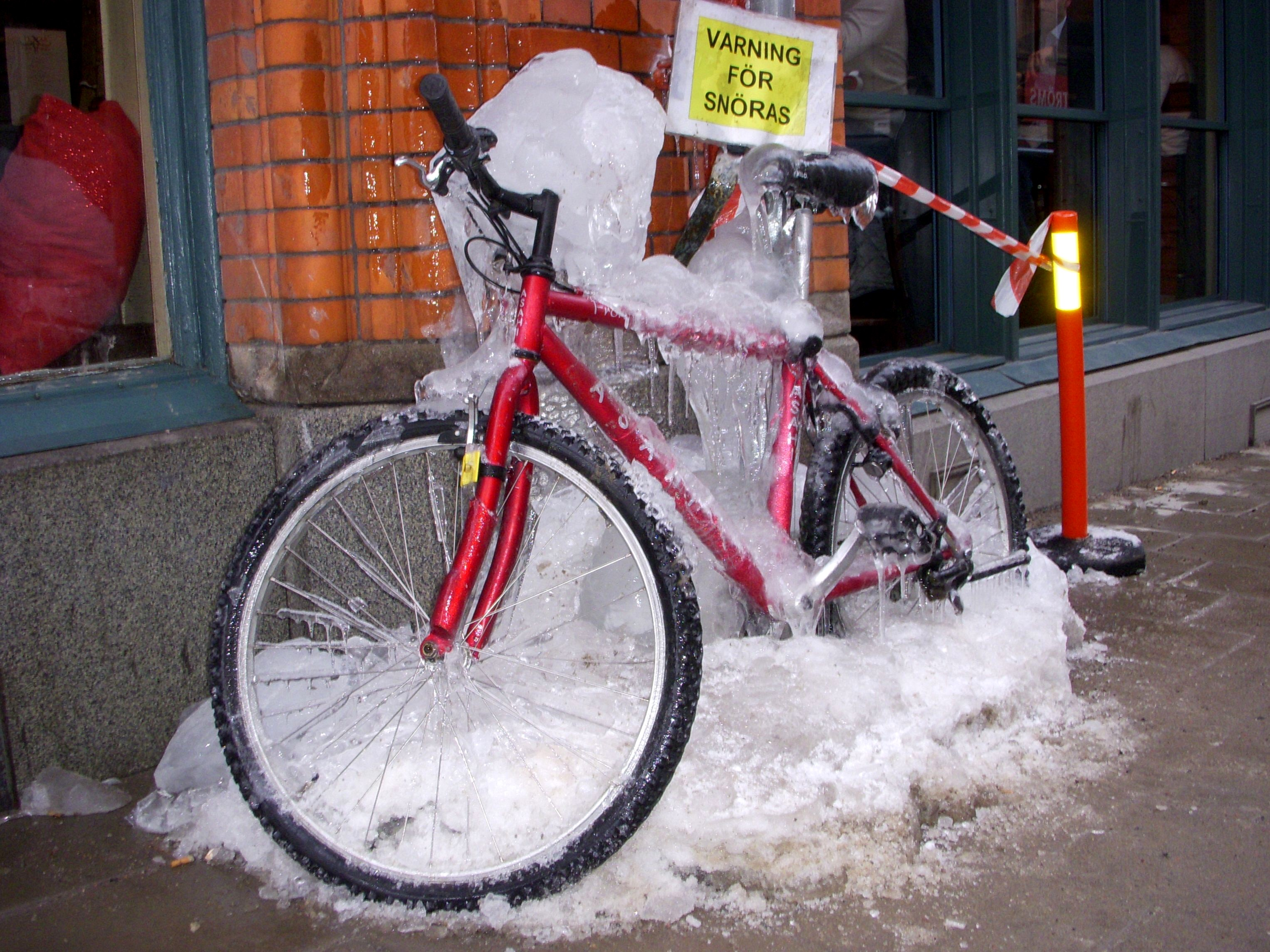
Svallis från en läckande stupränna i Stockholm

- Nyis: I denna fas är isen endast några centimeter tjock och är genomskinlig. Det är så här isen ser ut i skärgårdar och insjöar.[41]
- Blankis. Ungefär som nyis, men kan vara tjockare. Alldeles plan, och har bildats när det är vindstilla. Den saknar varje spår av snö, och blänker som en spegel i motljus.
- Fast is: Nästa stadium i havsisens tillväxt är den fasta isen. Detta är den typen av is som oftast ligger i Östersjön och Bottenhavet. Den behöver inte vara landfast utan kan flyta runt i flak med flera kilometers diameter. Det är stor skillnad mellan den fasta isen och nyisen. Fast is beror dels av klar kärnis, men den är inte genomskinlig som nyisen. Detta beror på att blöt snö frusit på över isen och således även bygger isen uppåt. Ovanpå detta ligger oftast sedan ett mer eller mindre tjockt snölager, vilket gör att en promenad på isen är som att gå på en åker eller vilket annat snötäckt underlag som helst.[41]
- Issörja: Om vädret är kallt men vattnet inte är stilla nog för att det ska kunna bildas en ishinna börjar vattnet istället frysa i små avlånga bitar, så kallade ”isnålar”. När dessa blir tillräckligt många blir vattnet till en degformig sörja. Då dämpas vågorna, och isbildningen tar fart.[41]
- Tallriksis: När issörja klumpas ihop av vågor i strömt vatten fryser den samman till runda istallrikar.[42]
- Pannkaksis: Pannkaksis liknar tallriksis men uppkommer på ett helt annat sätt. Denna bildas bara i områden där vatten med olika salthalt möts, oftast på Västkusten och i Öresund men även i södra Östersjön. När vattnet med högre salthalt ligger vid ytan och kyls ned till minusgrader, men inte till sin fryspunkt ökar dess densitet och det sjunker. När det då kommer i kontakt med vatten med lägre salthalt, som fryser vid noll grader, fryser detta och flyter upp till ytan som tallriksformade isflak.[41]
- Stampisvall: När vinden pressar samman snösörja, tallriksis eller sönderbruten nyis mot land eller landfast is bildas en stampisvall. Denna is byggs inte nämnvärt mycket uppåt men kan bli många meter djup, varför den är mycket svårforcerad för fartyg. Om vinden vrider sig kan vallen lösas upp men om vallen hinner frysa till är det inte längre en sörja, utan ett massivt istäcke, många meter tjockt.[41]
- Svallis bildas på vintern när vatten rinner fram ur marken och fryser i flera lager på exempelvis bergsidor eller vägbanor. Förleden ”svall” kommer från ”svälla”. Svallis kan vara vågig i ytan och är ofta gulaktig.
- Hopskjuten is, skruvis: Som det framgått tidigare är havsisen mycket utsatt för vind och ström. När is som inte är särskilt tjock driver samman glider isfält in under andra, ofta i ett sicksackmönster ömsom över ömsom under. Detta medför att istjockleken snabbt flerdubblas, tornar upp sig och blir svår för fartyg att stånga sig igenom.
- Drivis, är lösbrutna isstycken, som i större massor driver fram i vatten; särskilt den is, som från polarhaven, genom havsströmmarna, drives mot lägre breddgrader. Drivis uppkommer på grund av att de sammanhängande isfälten inte kan motstå vågornas och den högre temperaturens inverkan.
- Isvallar: När ett isområde kolliderar med ett annat bildas vallar där flaken ”staplas” på varandra. Den del som är ovanför vattenytan i en vall kallas för seglet. Denna är endast någon meter hög medan undervattensdelen, kölen, kan sträcka sig tiotals meter ner i djupet. Om en sådan vall är täckt av snö kan den se väldigt oskyldig ut, vilket gör att många fartyg kör rakt i sådana vallar och fastnar.[41] Den största vall som bildats i Östersjön var 28 meter från botten till topp.[43]
- Rutten is är det första stadiet av issmältning och i ett långt framskridet stadium av upplösning. Isen blir porös och pipig.[41]
- Andra typer, se istyp

Stampisvall benämns "vrakgård" i Vänern.

## Is och människan
I hushållet använder människor is framför allt till kylning. Tidigare användes isskåp för att kyla livsmedel. Idag är det vanligaste att kyla vatten till isbitar i frysen. Isbitarna används oftast till att kyla drycker men is kan även användas till smärtlindring och bedövning samt för att minska svullnad.
Isbanor används till skridskosport och annan issport. När isen som används har frusit endast genom kallt väder, kallas den naturis, medan is som har frusit genom kylaggregat kallas konstis. Konstis används nästan alltid nu för tiden, för att ha säkrare tillgång till is, för att få en längre idrottssäsong och för att konstisen ofta kan prepareras lättare så att den får en jämnare och hårdare yta, vilket är till fördel för skridskoåkarna. I vissa fall har isen ersatts av kolsyreis och flytande kväve.
Isskjutning, då is sätts i rörelse av exempelvis vind, kan medföra skador på bryggor, men även på byggnader nära stranden.

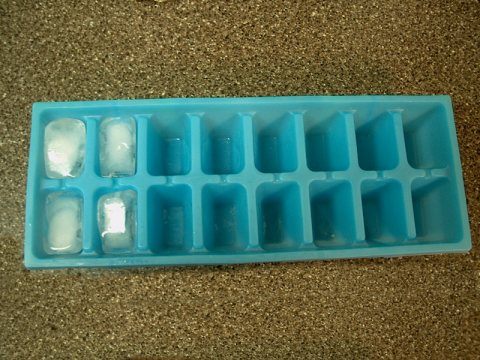
Ett istråg för att göra isbitar.
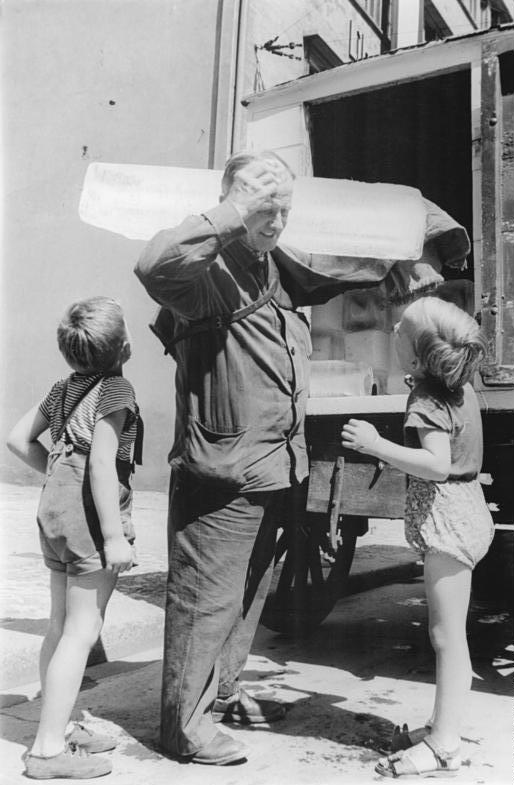
Barn och iskarl med isblock i Berlin, 6 juli 1957.
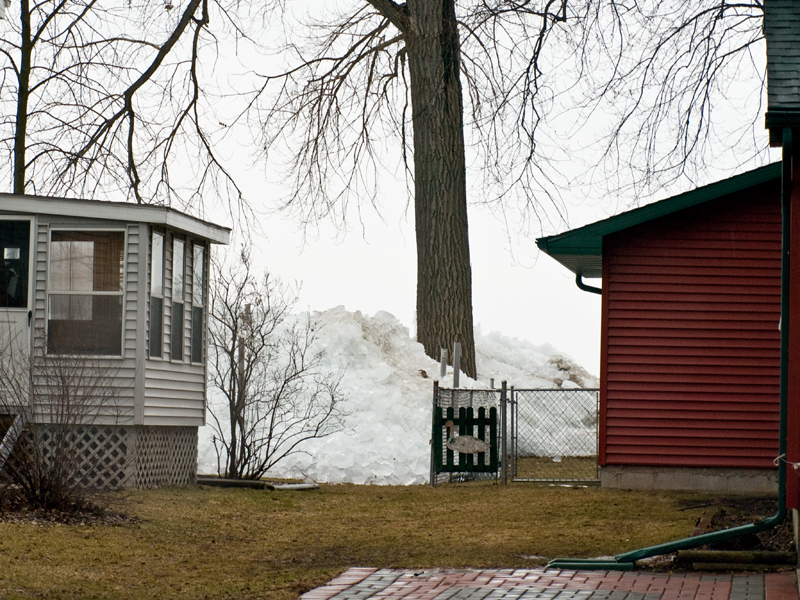
Isskjutning vid Brighton Beach, Menasha, Wisconsin, USA, mars 2009.

## Forskning
Forskning kring is brukar hänföras till området glaciologi.